# Eucharia interrogationis
Eucharia interrogationis är en fjärilsart som beskrevs av Ménétriès 1863. Eucharia interrogationis ingår i släktet Eucharia och familjen björnspinnare. Inga underarter finns listade i Catalogue of Life.